# Beerzel
Beerzel är en ort i Belgien.   Den ligger i provinsen Antwerpen och regionen Flandern, i den centrala delen av landet, 30 kilometer nordost om huvudstaden Bryssel. Beerzel ligger 27 meter över havet och antalet invånare är 5 074.
Terrängen runt Beerzel är mycket platt. Runt Beerzel är det tätbefolkat, med 442 invånare per kvadratkilometer.. Närmaste större samhälle är Leuven, 19,9 kilometer söder om Beerzel. 
Omgivningarna runt Beerzel är en mosaik av jordbruksmark och naturlig växtlighet.